# Државни пут 445
Државни пут IIБ реда 445 је локални пут у јужној Србији који повезује Бујановац са Великим Трновцем и Брезницом.

## Траса пута
| \| \| \| \| Везе \| \| -- \| -------------- \| \| ------- \| \| 0 \| Бујановац \| \| Гњилане \| \| 19 \| Велики Трновац \| \| \| \| 36 \| Брезница \| \| \| |                |  |         |
| |                |  | Везе    |
| 0 | Бујановац      |  | Гњилане |
| 19 | Велики Трновац |  |         |
| 36 | Брезница       |  |         |